# Aaron Rochin
Aaron Rochin é um sonoplasta estadunidense. Venceu o Oscar de melhor mixagem de som na edição de 1979 por The Deer Hunter, ao lado de Richard Portman, William McCaughey e Darin Knight.